# 新日邦
有限会社新日邦（しんにっぽう）（英称：Sinnippou,inc.）は静岡県藤枝市に本社を置く日本の企業。メイン事業として、パチンコチェーン店「コンコルド」を静岡県内で運営するほか、多角化経営で色々な事業を展開している。

## 概略
主にパチンコチェーン「コンコルド」を運営。創業時には「日新観光グループ」という名称であったが、平成に入り、現在の社名に変更した。
なお、各地に同名のパチンコチェーンがある（愛知県に本社のある日新観光および株式会社セントラルのパチンコチェーンコンコルド、北海道にある株式会社伊藤商事が運営するパチンコパーラーコンコルド等）が、それらとは全く関係がない。
パチンコ事業のほか、藤枝駅南口の複合商業施設「オーレ藤枝」の運営、アグリ事業（工場の水耕栽培でグリーンリーフ・フリルレタス・シルクレタス・ロメインレタスの4種を生産し、「808 FACTORY」のブランドで静岡県含む1都10県の一部スーパーで販売のほか、コンコルドの普通景品として出玉と交換）なども行う。

## 主な事業展開

### パチンコホール事業
パチンコホールの名称が2つある。2023年6月現在の店舗数は計24店舗。
コンコルド
- 静岡県中部（12店舗）
  - 静岡市葵区：2店舗[注 2]、駿河区：4店舗、清水区：1店舗
  - 焼津市：2店舗、藤枝市：1店舗、島田市：2店舗
- 静岡県東部（3店舗）
  - 富士宮市：1店舗、富士市：1店舗、沼津市：1店舗
- 静岡県西部（9店舗）
  - 浜松市北区：1店舗、西区：1店舗、中区：1店舗、東区：2店舗
  - 御前崎市：1店舗、菊川市：1店舗、掛川市：1店舗、袋井市：1店舗

SUPER CONCORDE（スーパーコンコルド）
- SUPER CONCORDE（静岡市駿河区）
- SUPER CONCORDE 市野（浜松市東区）

### アグリ事業
焼津市内にある完全人工光利用型の植物工場で、グリーンリーフ・フリルレタス・シルクレタス・ロメインレタスの4種を水耕栽培している。のちに出荷拡大のため、第2工場が建設された。
かつては本社ビルの1Fに、アグリ事業への本格進出に向けたミニ試験プラントを設置していた。

### レストラン事業
- レストラン ルカ

### ホテル事業
- ホテルスーパー泊（2015年7月開業）

- ホテルオーレ（2016年3月1日開業）[注 3][4]

- HOTEL OLE INN静岡（2020年6月17日開業）[注 4][5][6]

### 太陽光発電事業
- メガソーラーの設置・売電を展開する。2018年現在、37箇所で稼働中。
- 太陽光発電所の設置場所
  - 静岡県焼津市 12箇所
  - 静岡県藤枝市 3箇所
  - 静岡県榛原郡吉田町 2箇所
  - 静岡県島田市 1箇所
  - 静岡県御前崎市 2箇所
  - 静岡県牧之原市 5箇所
  - 静岡県菊川市 1箇所
  - 静岡県磐田市 2箇所
  - 静岡県浜松市 10箇所

### ゴルフ練習場
- ドリームショットゴルフクラブ

### コンビニ事業
ホールに接しているため、16時間営業となる。全店、ファミリーマートとのFC契約による運営。
- ファミリーマート静岡曲金七丁目店（2014年12月26日開店）[7]

- ファミリーマート静岡緑が丘店（2017年4月28日開店）[7]

- ファミリーマートスーパーコンコルド市野店（2017年12月28日開店）[7]

- ファミリーマートコンコルド清水大曲/S店（2023年4月29日開店）[注 5][7]

- ファミリーマートGOLD CONCORDE富士店（2024年3月15日開店）[7]

- ファミリーマートコンコルド浜松木戸/S店（2024年5月18日開店）[7]

### 撤退した事業
- ゲームセンター - 旧・コンコルドワールド静岡、旧・ジョイスクエア静岡店、ジョイスクエア藤枝を運営していた[注 6]。
- ボウリング - 旧・コンコルドワールド静岡に併設されていた。
- スーパー銭湯「藤乃花湯」- 旧・コンコルドワールド静岡、旧・藤枝アネックスコンコルドに併設されていた[注 7]。
- コンビニ - デイリーヤマザキのFC運営
- ブライダル事業 Blossomole（ブロッサモーレ）[8]
- 808 FACTORY CAFE[9]

## 宣伝活動

### パチンコホール事業
静岡県のみで放送。1990年代まではCMキャラクターとして稲川淳二が出演していた。リアクション芸人的な芸風だった当初は、頭上に大量のパチンコ玉が落ちてきて痛がるといった内容だったが、芸風の変化と共にCMの作風も変化していった。
1998年から2021年までは山内健司演出によるCM（2001年以降は年替わりのシリーズ）になっており、ACC全日本CMフェスティバルでは入賞の常連（2000年、2005年の金賞など）となっている。深浦、古舘など、山内演出の舞台「城山羊の会」出演俳優の起用が多いが、逆に石橋はコンコルドのCMがきっかけで山内の舞台の常連となった。2021年からの演出は箱田優子。
CM内でパチンコに触れることは少なく、店名の浸透に重きを置いている。コンケルドやハムレットにおいては同業他社と同様に、出玉開放をにおわせる符牒である「アツい」をもじって登場人物に「暑い」と言わせるCMを流していたが、2011年8月にパチンコの広告規制が強化されたことから、符牒CMのかわりに出演者が歌うバージョンを流すようになった。2012年以降の「コンコルゲンの歌」はクセになるCMとして話題になった。
- 歯医者編、主婦編（1998年）
- 玉と健康編、交番編（1999年）
- 教授の予定編、ミュージカル「コンコルドはちょっとそこ」編（2000年）
- 東京よりもコンコルド編、ママのママ編（2001年）
- コンコルド花暦（2002年）
- 娯楽惑星コンコルド（2003年） - 中村方隆、中込佐知子、エリック・ロビンソン、玉置孝匡
- コンコルドを探して（2004年） - 戸田昌宏、大越史歩、主浜はるみ、足立誠
- コンコル道を往く者（2005年） - 藤木孝ほか
- コンコルド夫人（2006年） - 青山知可子、原金太郎、米村亮太朗、金谷真由美
- コンコルドへの道（2007年） - 深浦加奈子、前田綾花（両者は次シリーズにも出演）ほか
- 娯楽仮面コンケルド（2008年1月 - 2010年7月） - 安村典久、石橋けいほか
- ハムレット（2010年8月 - 2011年7月） - 三浦俊輔ほか
- 心にコンコルドを（2011年8月 - 2012年7月） - 石橋けいほか
- コンコルゲン（2012年8月 - 2014年7月） - 古舘寛治、石橋けいほか
- コンコルゲン夫婦（2014年8月 - 2016年8月） - 古舘寛治、石橋けい、安藤輪子ほか
- 悪を食うパヤ（2016年9月 - 2020年1月） - 安藤輪子、松井周、古舘寛治、石橋けいほか
- コンコル土（2020年2月 - 2021年9月） - 古舘寛治、石橋けい、松井周、ブライアリー・ロングほか
- コンコル土鍋（2021年10月 - 2022年9月） - 成嶋瞳子、前野健太、青木柚、奥瀬繁、後藤剛範、戸田昌宏、内田慈
- 人はそれをPAYAと呼ぶんだぜ。（2022年10月 - 2023年10月） - 前野健太、永田凜、後藤剛範、内田慈
- 大人ってなんだ（2023年10月 - 2024年9月） - 前野健太、土居志央梨、小久保寿人、成嶋瞳子、康すおん
- 家族で演ろうぜ（2024年10月 - ） - 古舘寛治、野嵜好美、西出結、岡部ひろき、菅原永二、前野健太

しずてつジャストラインのバスにラッピング広告を、また清水エスパルスの公式スポンサーとして、トレーニングウェアにロゴを掲出している。

### アグリ事業
2014年からアグリ事業のCMも静岡県で開始（開始直後には関東地方でも短期間ながらCMを放送）。パチンコホール事業のCMと作風は異なるほか、CM内でコンコルドグループであることは伏せている。
- 808 FACTORY（2014年 - ） - 本田望結

## 関連会社
- 有限会社 新日邦 808FACTORY
- 株式会社　邦コーポレーション[14]